# Chakushin Ari (2003)
Chakushin Ari (en japonès, 着信アリ), també coneguda com a One Missed Call, és una pel·lícula de terror japonesa, dirigida per Takashi Miike i estrenada l'any 2003. L'anomenada "Melodia de la mort" va ser utilitzada com a so de cases embruixades. Chakushin Ari va ser un gran èxit de taquilla al Japó, on la protagonista Kou Shibasaki és un artista molt popular i se la considera una gran actriu.

## Argument
Una estudiant d'universitat, Yumi Nakamura (Kou Shibasaki), està prenent alguna cosa amb un grup d'amics. Mentre, la seva companya, Yoko, rep una trucada al seu telèfon mòbil amb un estrany to que no havia sentit abans. En la pantalla apareix “Trucada perduda”. Quan llegeix el missatge, no només sembla venir del seu propi telèfon, sinó que també conté un terrible crit que sona exactament igual que la veu de Yoko. A més, per a major desconcert seu, la trucada té data de tres dies després. Just tres dies després, a l'hora exacta, i proferint el mateix crit, Yoko es llança cap a una mort segura des del pont d'una via de ferrocarril.
Uns dies després, una altra persona de la festa, Kenji, rep una trucada des del seu propi número de telèfon, una trucada des del futur. El missatge conté també un crit que gela la sang. Kenji mor també a l'hora assenyalada després d'emetre el mateix crit quan intenta entrar a l'ascensor, però la caixa no hi és i cau fins al fons trencant-se el coll i deixant anar el característic dolç vermell.
Una víctima més. Aquesta vegada és la millor amiga de Yumi, Natsumi Konishi (Kazue Fukiishi). Ella rep una trucada amb el mateix to aterridor. El missatge conté aquesta vegada, a més, un vídeo esgarrifós.
En saber que està condemnada, Natsumi s'esfondra. Ignorant les súpliques de Yumi, accepta a sortir en un programa de televisió en directe a l'hora que assenyala la trucada en un intent desesperat d'exorcitzar les conseqüències d'aquesta. Yumi, desesperada per arribar al fons de la qüestió, s'alia amb el solitari director d'una funerària, Hiroshi Yamashita (Shinichi Tsutsumi), el qual ha perdut a la seva germana en circumstàncies similars.
Tots dos comencen a seguir la pista del reguitzell de morts. Mentrestant, el moment de la veritat de Natsumi s'aproxima. En directe, per la televisió nacional, exactament al moment previst, Natsumi mor d'una forma horrible. Al mateix temps que Yumi i Yamashita observen el seu cos destrossat, el telèfon de Yumi comença a sonar, ara Yumi haurà de resoldre el misteri abans que li arribi l'hora.

## Morts
- Rina Tsuchiya: mor ofegada en un bassa.
- Yoko Okazaki: mor en llançar-se des d'un pont cap a un ferrocarril. La seva mà és amputada per la velocitat del tren.
- Kenji Kawai: en intentar pujar a un ascensor, es gira mirant cap a un altre costat, per la qual cosa no s'adona que la porta està oberta i l'elevador no hi és, amb la qual cosa cau al fons i es trenca el coll.
- Ritsuko Yamashita: mor d'una aturada cardíaca en ser internada en un hospital, després de sobreviure en un incendi.
- Natsumi Konishi: és la mort més brutal de tota la pel·lícula. En un estudi d'enregistrament mentre espera un exorcisme, totes les seves articulacions comencen a fer fallida una per una, fins que és decapitada pel seu propi braç.

## Repartiment
Els principals actors i actrius que intervenen en el llargmetratge i els seus personatges són:
| Actor/Actriu      | Personatge        |
| ----------------- | ----------------- |
| Kou Shibasaki     | Yumi Nakamura     |
| Shinichi Tsutsumi | Hiroshi Yamashita |
| Kazue Fukiishi    | Natsumi Konishi   |
| Anna Nagata       | Yoko Okazaki      |
| Atsushi Anada     | Kenji Kawai       |
| Kana Ito          | Rina Tsuchiya     |
| Mariko Tsutsui    | Marie Mizunuma    |
| Karen Oshima      | Mimiko Mizunuma   |

## Seqüeles i remake
- Chakushin Ari 2 (着信アリ2) seqüela es va crear amb una maledicció al seu voltant, del 2005.

- Chakushin Ari: Final (着信アリ:Final): és la tercera i última part de la saga més terrorífica del 2006.

- Chakushin Ari: Tv Sèrie, El 14 d'octubre de 2005 va sortir una sèrie basada en el personatge principal Yumi Nakamura que investiga les morts.

- One Missed Call (2008): Warner Bros va fer un remake nord-americà de 2008 del film J-Horror Chakushin Ari.